# اوپن‌آفیس. اوآرجی
'اپن‌آفیس. اوآرجی (به انگلیسی: OpenOffice.org و به اختصار OOo) نام پروژه‌ای آزاد و متن‌باز بود که دیگر توسعه نمی‌یابد. توسعه این پروژه توسط اوارکل به بنیاد نرم‌افزار آپاچی واگذار شد و به آپاچی اپن‌آفیس تغییر نام پیدا کرد و توسعه آن ادامه دارد. لیبره‌آفیس نیز از انشعابات دیگر این پروژه محسوب می‌شود.